# Kanton Blois-3
Der Kanton Blois-3 ist seit 1973 ein französischer Wahlkreis in den Arrondissements Blois und Romorantin-Lanthenay im Département Loir-et-Cher und in der Region Centre-Val de Loire.

## Gemeinden
Der Kanton besteht aus elf Gemeinden und Teilgemeinden mit insgesamt 21.018 Einwohnern (Stand: 1. Januar 2022) auf einer Gesamtfläche von 193,08 km²:
| Gemeinde               | Einwohner 1. Januar 2022 | Fläche km² | Dichte Einw./km² | Code INSEE | Postleitzahl | Arrondissement       |
| ---------------------- | ------------------------ | ---------- | ---------------- | ---------- | ------------ | -------------------- |
| Blois                  | 8.877                    | 20,08      | 442              | 41018      | 41000        | Blois                |
| Candé-sur-Beuvron      | 1.487                    | 15,49      | 96               | 41029      | 41120        | Blois                |
| Chailles               | 2.708                    | 18,54      | 146              | 41032      | 41120        | Blois                |
| Chaumont-sur-Loire     | 1.091                    | 26,84      | 41               | 41045      | 41150        | Blois                |
| Le Controis-en-Sologne | 2.240                    | 44,66      | 50               | 41059      | 41120        | Romorantin-Lanthenay |
| Les Montils            | 1.925                    | 9,27       | 208              | 41147      | 41120        | Blois                |
| Monthou-sur-Bièvre     | 793                      | 16,62      | 48               | 41145      | 41120        | Blois                |
| Rilly-sur-Loire        | 455                      | 10,22      | 45               | 41189      | 41150        | Blois                |
| Sambin                 | 872                      | 20,83      | 42               | 41233      | 41120        | Blois                |
| Seur                   | 486                      | 3,85       | 126              | 41246      | 41120        | Blois                |
| Valaire                | 84                       | 6,68       | 13               | 41266      | 41120        | Blois                |
| Kanton Blois-3         | 21.018                   | 193,08     | 109              | 4104       | –            | –                    |

1. ↑   Nur der südliche Teil der Gemeinde, der Rest verteilt sich auf die Kantone Blois-1, Blois-2 und Vineuil.
2. ↑   Nur die Fläche der ehemaligen Gemeinden Feings, Fougères-sur-Bièvre und Ouchamps, der Rest gehört zum Kanton Montrichard Val de Cher.

Bis zur landesweiten Neuordnung der französischen Kantone im März 2015 gehörte zum Kanton Blois-3 einzig ein Teil der Stadt Blois. Er besaß vor 2015 einen anderen INSEE-Code als heute, nämlich 4125.

## Veränderungen im Gemeindebestand seit 2016
2019: Fusion Contres (Kanton Montrichard Val de Cher), Feings, Fougères-sur-Bièvre, Ouchamps und Thenay (Kanton Montrichard Val de Cher)  → Le Controis-en-Sologne (Kanton Blois-3 und Kanton Montrichard Val de Cher)

## Bevölkerungsentwicklung
| 1999   | 2016   |
| ------ | ------ |
| 14.708 | 21.277 |